# Olaf's Frozen Adventure
Olaf's Frozen Adventure (Olaf: Otra aventura congelada de Frozen en Hispanoamérica, y Frozen: Una Aventura de Olaf en España) es un mediometraje navideño de animación por computadora producido por Walt Disney Animation Studios y distribuido por Walt Disney Pictures. Fue dirigido por Kevin Deters y Stevie Wermers, y su reparto coral incluye las voces de Josh Gad, Kristen Bell, Idina Menzel y Jonathan Groff, quienes repiten sus papeles de la película original, Frozen, de 2013. El corto fue lanzado en cines en 3D por un tiempo limitado junto con Coco, de Pixar, el 22 de noviembre de 2017.

## Resumen
Es la primera Navidad desde que se reabrieron las puertas y Anna y Elsa deciden realizar una fiesta para todo Arendelle. Cuando los ciudadanos se van temprano del lugar para llevar a cabo sus propias tradiciones navideñas, las hermanas se dan cuenta de que no tienen tradiciones navideñas propias. Elsa reconoce que la culpa es suya por haber pasado la mayor parte de su vida encerrada, y que, por lo tanto, no pudo pasar tiempo suficiente con Anna como para crear tradiciones. Olaf decide buscar tradiciones en el reino con la ayuda de Sven.
En su recorrido, Olaf descubre varias tradiciones familiares relacionadas con la Navidad, Janucá y el solsticio de invierno. Después de una visita a Oaken, un trozo de carbón prende fuego el trineo de Olaf y Sven, lleno de tradiciones. Caen por una colina y Olaf y Sven quedan separados por un precipicio. Olaf intenta regresar al castillo atravesando el bosque con una única tradición, un pastel de fruta, pero es atacado por una manada de lobos. 
Mientras tanto, Anna y Elsa revisan su ático y descubren cosas de su pasado que habían olvidado. Sven regresa al castillo y les informa a las hermanas y a Kristoff lo que le sucedió a Olaf. Todo Arendelle se reúne para buscar al muñeco de nieve. Olaf, aún perdido, logra escapar de los lobos, pero un halcón le arrebata el pastel de fruta, por lo que decide rendirse junto a un árbol cercano al reino. Anna y Elsa lo encuentran y lo animan al revelarle que, al final, sí tienen una tradición. Cuando Elsa había estado encerrada durante años, Anna había comenzado a visitarla y a pasarle tarjetas y figuras de su muñeco de nieve, Olaf, por debajo de la puerta. Todos regresan a celebrar la Navidad y el halcón deja caer el pastel de fruta sobre Olaf.

## Elenco
- Josh Gad como Olaf, un muñeco de nieve parlante creado por Elsa en la primera película. Es el protagonista del cortometraje.
- Kristen Bell como Anna, la hermana menor, princesa de Arendelle y novia de Kristoff.
- Idina Menzel como Elsa, la hermana mayor y reina de Arendelle.
  - Eva Bella como Elsa de niña.
- Benjamin Deters como el niño de los bastones de caramelo.

## Producción
Al principio, en febrero de 2016, el cortometraje fue anunciado como un especial para televisión, que sería emitido por ABC, producido por Roy Conli y dirigido por Kevin Deters y Stevie Wermers. El título fue revelado durante la emisión de The Making of Frozen: Return to Arendelle por ABC en 2016, y se anunció que incluiría canciones originales compuestas por Elyssa Samsel y Kate Anderson. Sin embargo, en junio de 2017, se decidió estrenar la película por un tiempo limitado en cines, junto con Coco, de Pixar, ya que se la consideraba demasiado cinematográfica para la televisión. El elenco original, Josh Gad, Kristen Bell, Idina Menzel y Jonathan Groff, regresó para otorgar sus voces a los personajes, y la historia tiene como protagonista a Olaf, en su intento de hallar las mejores tradiciones navideñas para Anna, Elsa y Kristoff.
La música fue grabada en mayo de 2017, con una orquesta de 80 integrantes. El corto fue el primer musical de los realizadores. Destacaron que se les pidió que el argumento se mantuviese "bastante simple", y mencionaron que eliminaron todo lo que se desviaba demasiado de la historia principal. Los chistes del pastel de fruta en el corto hacen referencia al anterior proyecto de los directores, Prep & Landing. En el momento de realización del corto, el equipo de Frozen había comenzado apenas a esbozar el argumento de Frozen 2.

## Lanzamiento
Olaf's Frozen Adventure fue lanzado por Walt Disney Pictures en 3D en cines por un tiempo limitado el 22 de noviembre de 2017, junto a Coco, de Pixar. En el Reino Unido, se lo incluyó en un relanzamiento de Frozen el 25 y 26 de noviembre de 2017. El 23 de noviembre, Disney anunció que Olaf's Frozen Adventure podría verse por cable en Disney Channel Latinoamérica y por Netflix el 8 de diciembre, más adelante en los canales mexicanos Azteca 7 y Azteca 13 y luego en el canal argentino eltrece. El codirector de Coco Adrián Molina dijo que la decisión de emitir el corto antes de Coco fue un "experimento", ya que su duración es considerable.

### Recepción
En junio de 2017, Bleeding Cool publicó en un artículo que Olaf's Frozen Adventure sería emitido por un tiempo limitado. En las proyecciones de prensa, el corto no se incluyó antes de Coco; como consecuencia, la mayor parte de las críticas provienen de la reacción de los espectadores ante el corto más que de los méritos de este en sí.
La semana posterior al lanzamiento de Coco en México, los medios locales reportaron que los espectadores reaccionaron de manera desfavorable al corto por su duración. Pocos días después, todos los cines de México ofrecieron disculpas y retiraron el corto de las salas. Los espectadores de los Estados Unidos reaccionaron de manera similar. Alissa Wilkinson de Vox.com también informó que al público estadounidense le desagradó la decisión de Disney de emitir el corto de 21 minutos antes de la película principal y añadió que el corto tendría que haberse estrenado por televisión, como se había planeado al principio. A partir del 8 de diciembre, Disney dejará de emitir el corto en los cines de los Estados Unidos.
Tanto los medios de comunicación como los espectadores han expresado su preocupación ante la mezcla gradual de los universos de Disney y de Pixar. Los críticos de Disney Movies Review declararon que la decisión de colocar un corto de una franquicia en el espacio dedicado a los cortos de Pixar le quitó la chance a este estudio de compartir su voz cultural y creativa. En algunos cines, se colocaron advertencias sobre la duración del corto de Frozen que antecedía a Coco. The Washington Post señaló que durante las proyecciones, la reacción del público pasó de "risas irritadas a burlas y enojo", en contraste con el corto de 1983 Mickey's Christmas Carol, con una duración de 26 minutos, que fue nominado a los premios Óscar, ya que el público estaba más acostumbrado a los cortometrajes de duración media. También sostuvo que como los espectadores de Pixar están acostumbrados a las escenas emocionalmente complejas, los chistes simples y las producciones a gran escala del corto resultan discordantes.
Simon Boyle de The Sun escribió que el corto "no decepciona", y añadió que "es un puente perfecto para la tan anticipada secuela". Indiwire también consideró que el corto es un "puente" y una "puesta en escena" para Frozen 2, mientras que Daily Mirror expresó que "mantendría atados a los fanáticos" hasta el estreno de la siguiente entrega de la franquicia. KSDK describió al corto como "una 'Aventura' en la que vale la pena embarcarse", y Slashfilm escribió que la canción "When We're Together" tiene el potencial de convertirse en la "Let It Go" de 2017. Slate reparó en el mercantilismo oculto del cortometraje, y también consideró que cayó en el fallo frecuente de convertir a un personaje secundario cómico en el protagonista. Lo describió como "un espectáculo unipersonal cada vez más desesperado". Sin embargo, el crítico apreció la música, la animación y la reconfortante conclusión. La crítica de Mashable se centró en la inclusión del corto antes que Coco, y lo consideró una "horrenda pérdida de tiempo".

## Banda sonora
Hay cuatro canciones originales en el corto, compuestas por Elyssa Samsel y Kate Anderson, tituladas "Ring in the Season", "The Ballad of Flemmingrad", "That Time of Year" y "When We're Together". La banda sonora de la película fue compuesta por Christophe Beck y Jeff Morrow. La banda sonora completa fue lanzada el 3 de noviembre de 2017 por Walt Disney Records.
| Original Motion Picture Soundtrack |                                                        |                                                   |          |  |
| N.º                                | Título                                                 | Artista(s)                                        | Duración |  |
| 1.                                 | «Ring in the Season»                                   | Kristen Bell Idina Menzel Josh Gad                | 1:58     |  |
| 2.                                 | «The Ballad of Flemmingrad»                            | Jonathan Groff                                    | 0:44     |  |
| 3.                                 | «Ring in the Season» (Bis)                             | Idina Menzel                                      | 1:16     |  |
| 4.                                 | «That Time of Year»                                    | Josh Gad Idina Menzel Kristen Bell Cast           | 3:03     |  |
| 5.                                 | «That Time of Year» (Bis)                              | Josh Gad                                          | 0:52     |  |
| 6.                                 | «When We're Together»                                  | Idina Menzel Kristen Bell Josh Gad Jonathan Groff | 2:50     |  |
| 7.                                 | «Olaf's Frozen Adventure» (Suite de la banda sonora)   | Christophe Beck Jeff Morrow                       | 4:27     |  |
| 8.                                 | «The Ballad of Flemmingrad» (Versión tradicional)      | Groff                                             | 3:06     |  |
| 9.                                 | «Ring in the Season» (Mezcla instrumental de karaoke)  | Elyssa Samsel Kate Anderson                       | 1:58     |  |
| 10.                                | «That Time of Year» (Mezcla instrumental de karaoke)   | Samsel Anderson                                   | 3:02     |  |
| 11.                                | «When We're Together» (Mezcla instrumental de karaoke) | Samsel Anderson                                   | 2:49     |  |